# Zerynthia
Zerynthia és un gènere de lepidòpters papilionoïdeus de la família del papiliònids (Papilionidae), subfamília Parnassiinae, propis de la regió Paleàrtica occidental.

## Taxonomia
El gènere Zerynthia inclou set espècies, repartides en dos subgèneres:
subgènere Zerynthia
- Zerynthia rumina - sud-oest d'Europa nord d'Àfrica.
- Zerynthia polyxena - Europa, Caucas i Turquia fins al Kazakhstan.

subgènere  Allancastria
- Zerynthia caucasica - Caucas
- Zerynthia cerisyi - des de les ribes de l'Adriàtic fins les del Caspi
- Zerynthia cretica - Creta
- Zerynthia deyrollei - Àsia Menor, Siria i Líban
- Zerynthia louristana - oest de l'Iran